# Maria Branković
Maria Branković (ur. 1466, zm. 27 sierpnia 1495) – żona markiza Montferratu Bonifacego III Paleologa (1464-1483). 

## Życiorys
Była córką Stefana V Ślepego, ostatniego władcy (despoty) niepodległej Serbii (1458–1459). W 1485 poślubiła Bonifacego III Paleologa, markiza Montferratu panującego w latach 1483-1494. Ich synami byli: Wilhelm IX Paleolog i Jan Jerzy Paleolog.  